# Velestovo
Velestovo (makedonsky: Велестово) je vesnice v Severní Makedonii. Nachází se v opštině Ochrid v Jihozápadním regionu. Nachází se pouhé 4 km od města Ochrid a žije zde trvale jen 53 obyvatel, kteří jsou převážně již v penzi.